# Павло Заячківський
Павло Заячківський (Павел Заянчковський, пол. Paweł Zajączkowski, лат. Paulus Zaiaczkowski) гербу Правдич — державний і церковний діяч Речі Посполитої. Апостольський протонотар, єзуїт.

## Життєпис

### Ранні роки. Освіта
Народився в 1-й пол. 16 століття у шляхетській родині в м. Устя Сольне (Краківське воєводство). З 1554 року навчався у Краківському університеті, де у 1562 році отримав академічний ступінь «магістра мистецтв» (лат. magister artium).

### У Римі
З 1568 року перебував у Римі — спершу як гувернер польських паничів Міколая та Якуба Лясоцьких.